# Мореленбаум, Энрике
Энрике Мореленбаум (порт. Henrique Morelenbaum; 5 сентября 1931, Лагов, Германия, ныне Лагув, Любушское воеводство, Польша — 22 июля 2022, Рио-де-Жанейро, Бразилия) — бразильский дирижёр и музыкальный педагог еврейского происхождения.

## Биография
Сын дирижёра Энрике Мореленбаума и преподавателя фортепиано Сары Мореленбаум, брат Лючии Мореленбаум, кларнетистки Бразильского симфонического оркестра, и Эдуардо Мореленбаума, дирижёра, аранжировщика и инструменталиста.
Уже в трёхлетнем возрасте вместе с семьёй уехал в Бразилию. Изучал скрипку (в том числе у Паулины д’Амброзио), альт, дирижирование и композицию в Федеральном университете Рио-де-Жанейро. Первоначально концертировал как скрипач. В 1959 году по стечению обстоятельств заменил заболевшего дирижёра в балетном спектакле с участием Марго Фонтейн, успех представления открыл Мореленбауму дорогу к дирижёрской карьере. Специализируясь, в значительной степени, на современной бразильской музыке, был первым исполнителем произведений Франсиско Миньоне, Эдино Кригера и других заметных местных авторов. На протяжении большей части карьеры связан с Муниципальным театром Рио-де-Жанейро. В 1972 году был признан лучшим дирижёром года Ассоциацией критиков искусства Сан-Паулу (APCA). Действительный член Бразильской академии музыки.
Скончался Энрике Мореленбаум 22 июля 2022 года.

## Семья
Сыновья Мореленбаума — виолончелист и композитор Жак Мореленбаум (род. 1954) и дирижёр и композитор Эдуардо Мореленбаум, дочь — кларнетистка Лючия Мореленбаум.